# Lumen Field
O Lumen Field (antigo CenturyLink Field e Qwest Field) é um estádio localizado em Seattle, Washington, Estados Unidos. É a casa do time de futebol americano Seattle Seahawks e do time de futebol Seattle Sounders.
O estádio foi aberto em Julho de 2002, substituindo o velho Kingdome, como Seahawks Stadium e tem capacidade para 68.000 torcedores (pode chegar a 72.000 lugares em eventos especiais). Custou US$ 360 milhões de dólares.
É um dos estádios mais "barulhentos" dos Estados Unidos, considerado um dos mais hostis para times visitantes.
Em 19 de novembro de 2020, com a mudança de nome do grupo CenturyLink para Lumen Technologies, o estádio mudou seu nome para Lumen Field.
Será uma das sedes do Mundial de Clubes FIFA de 2025 e da Copa do Mundo FIFA de 2026.

## Fotos

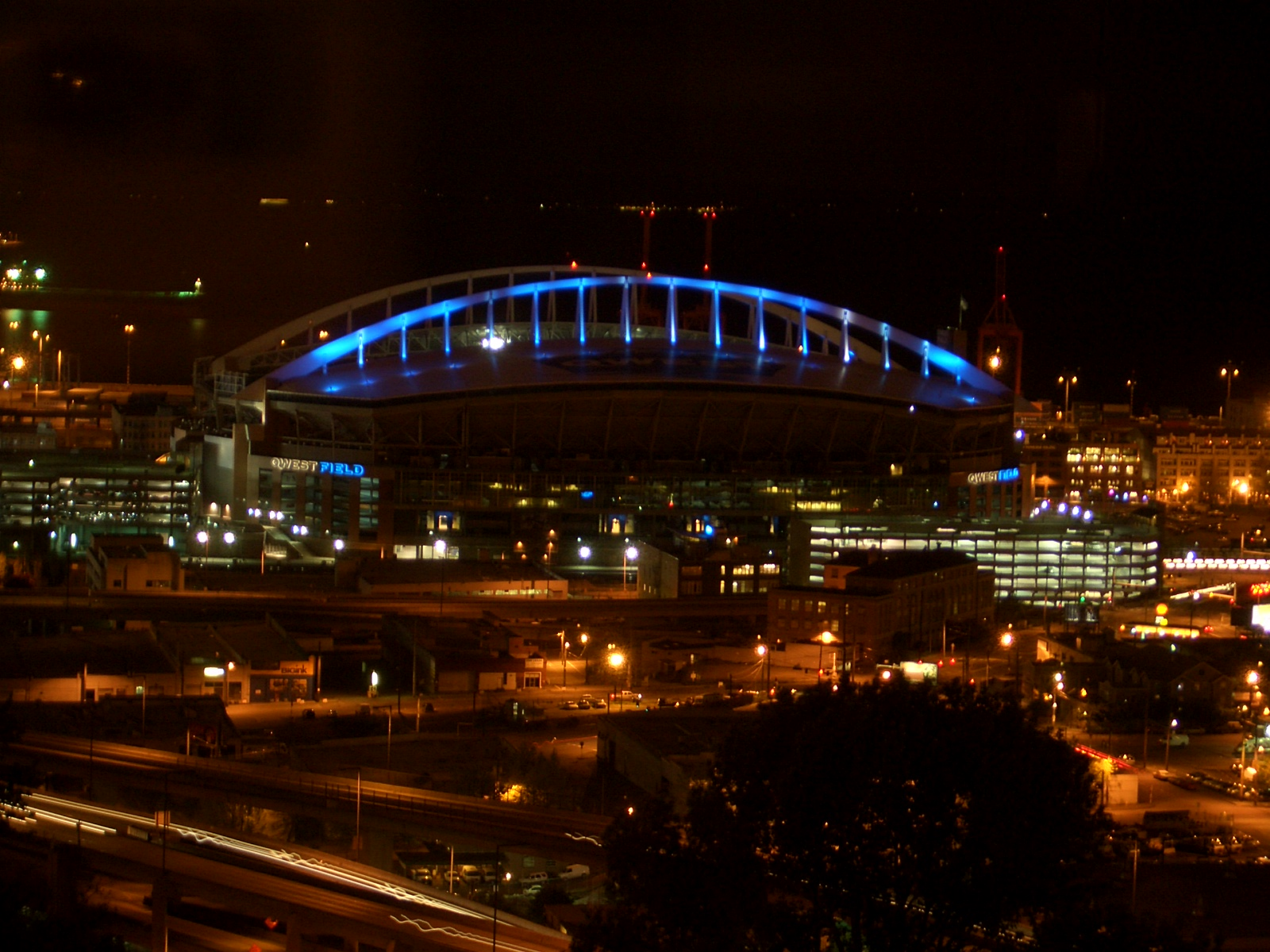
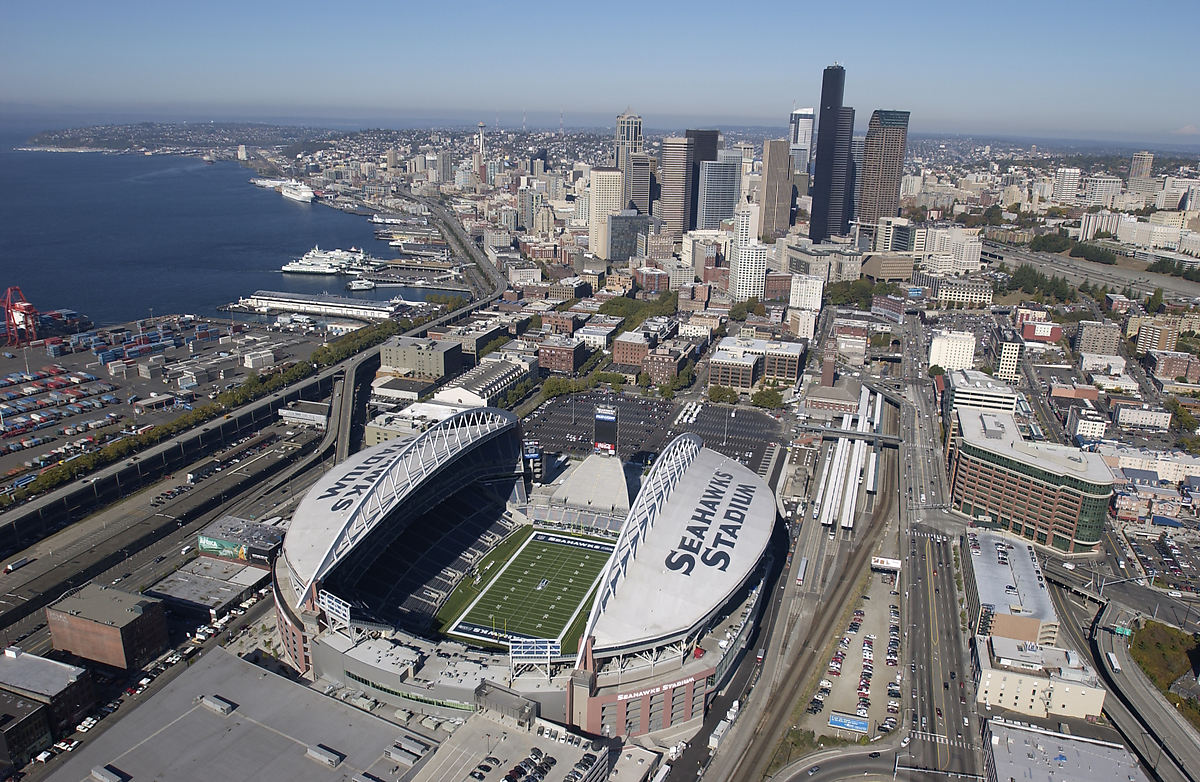
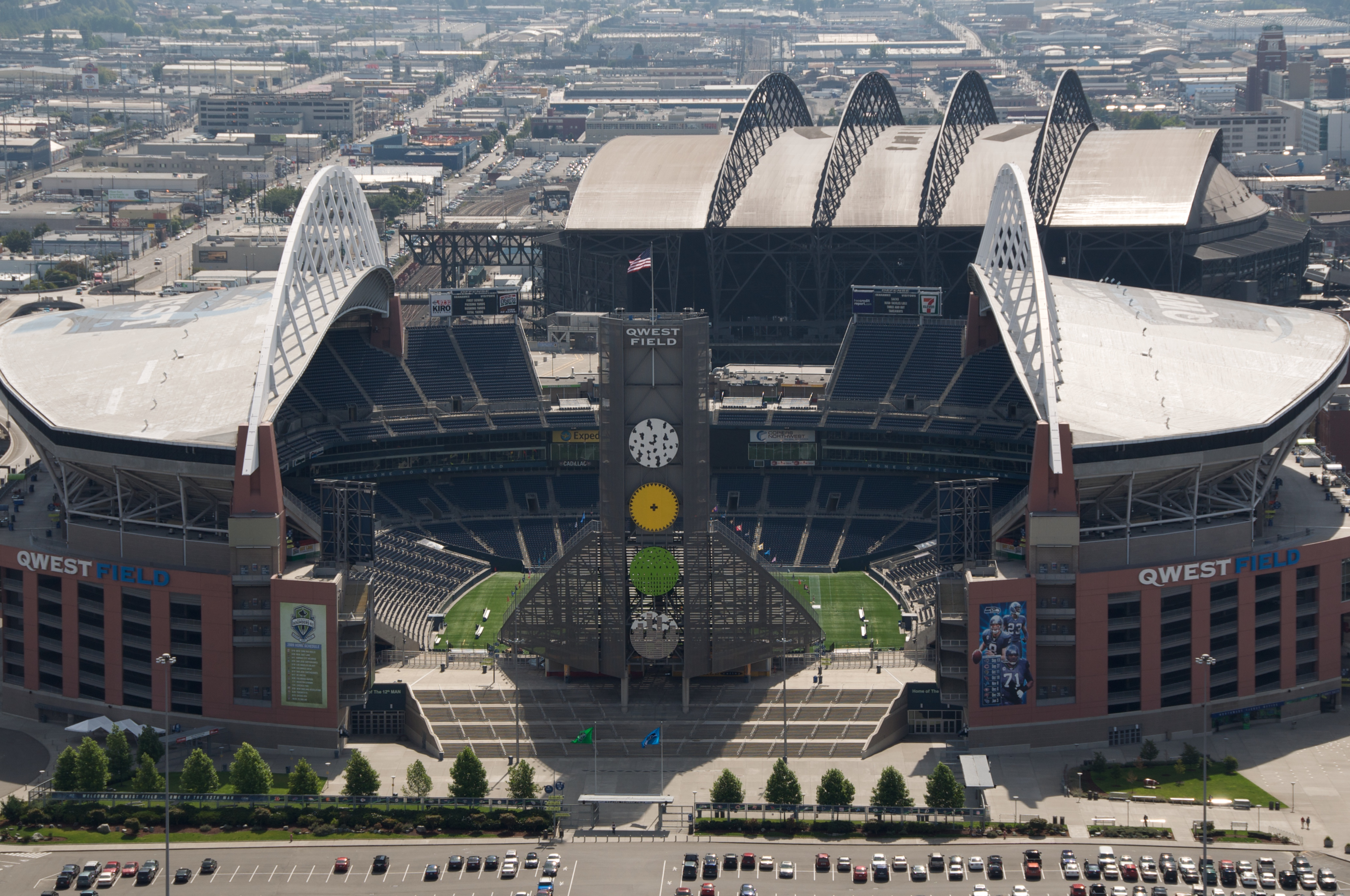
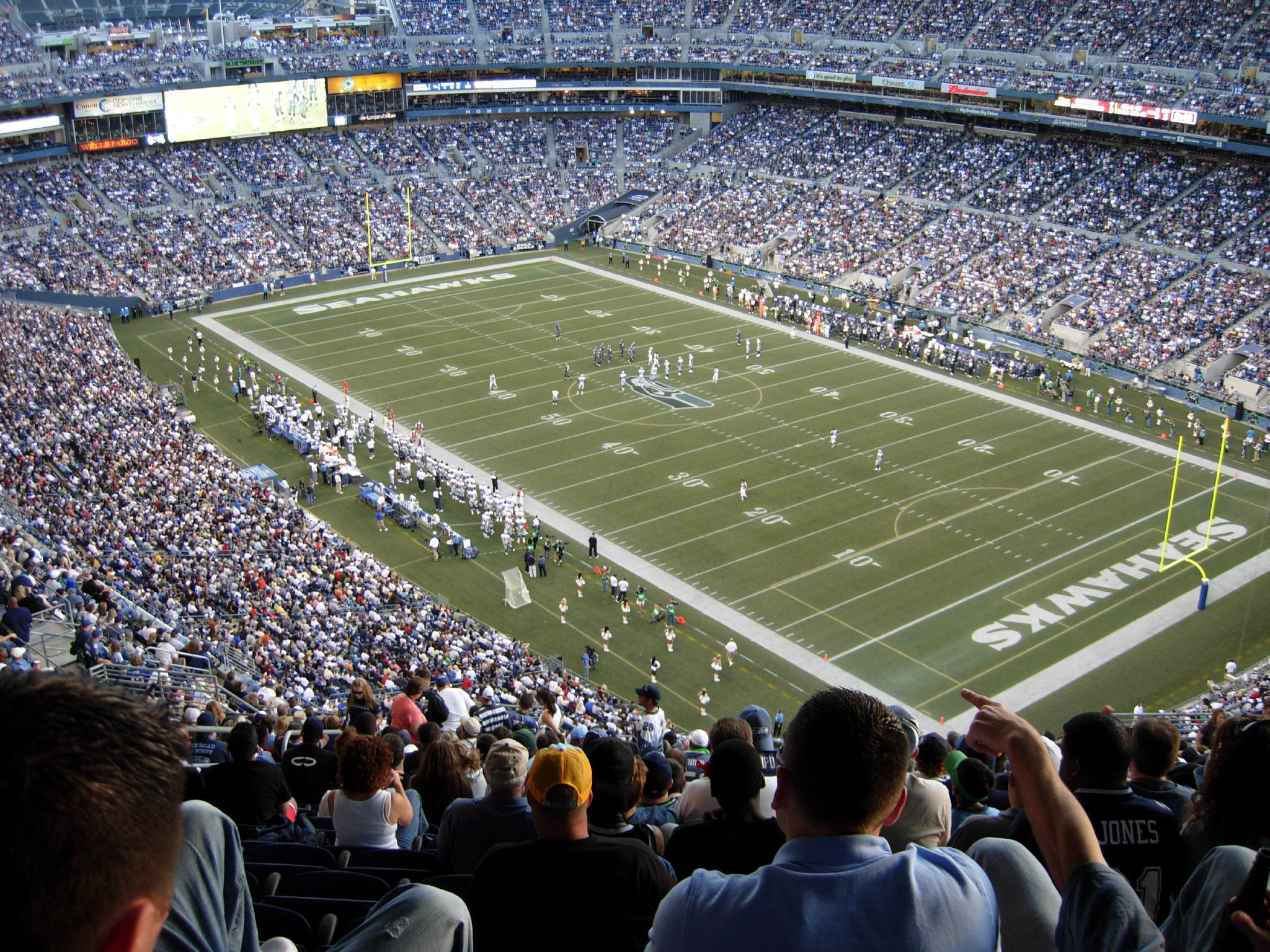
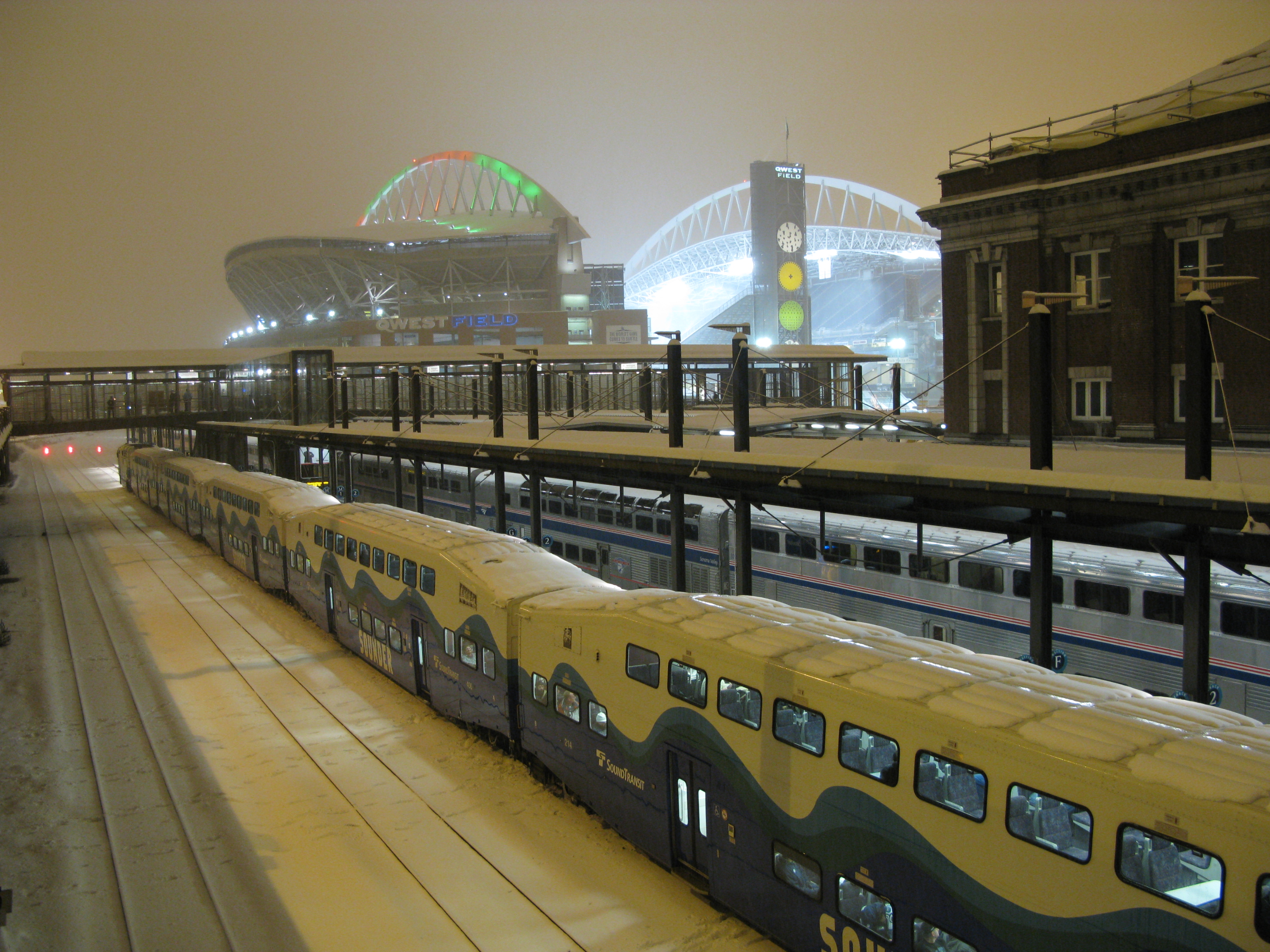
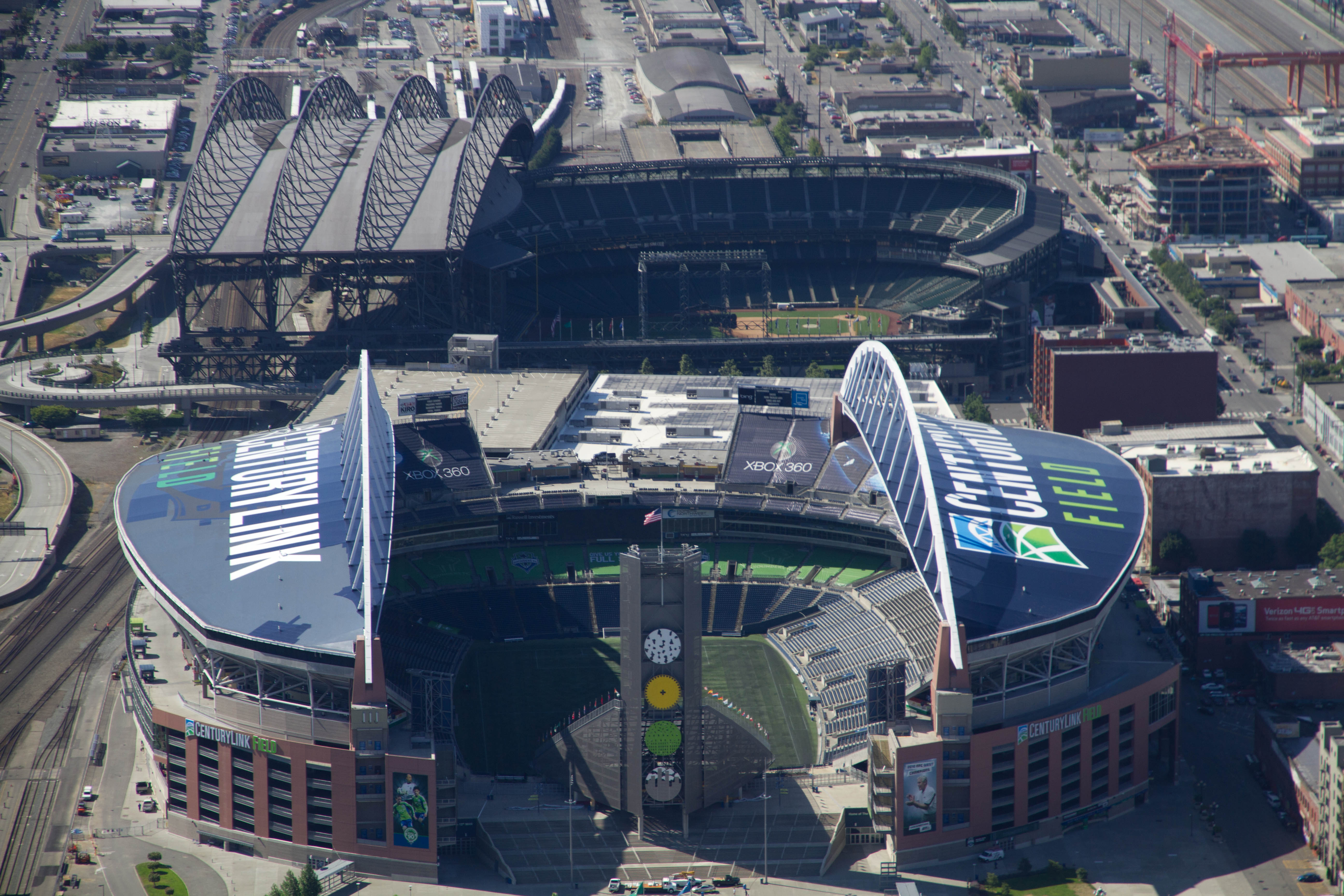
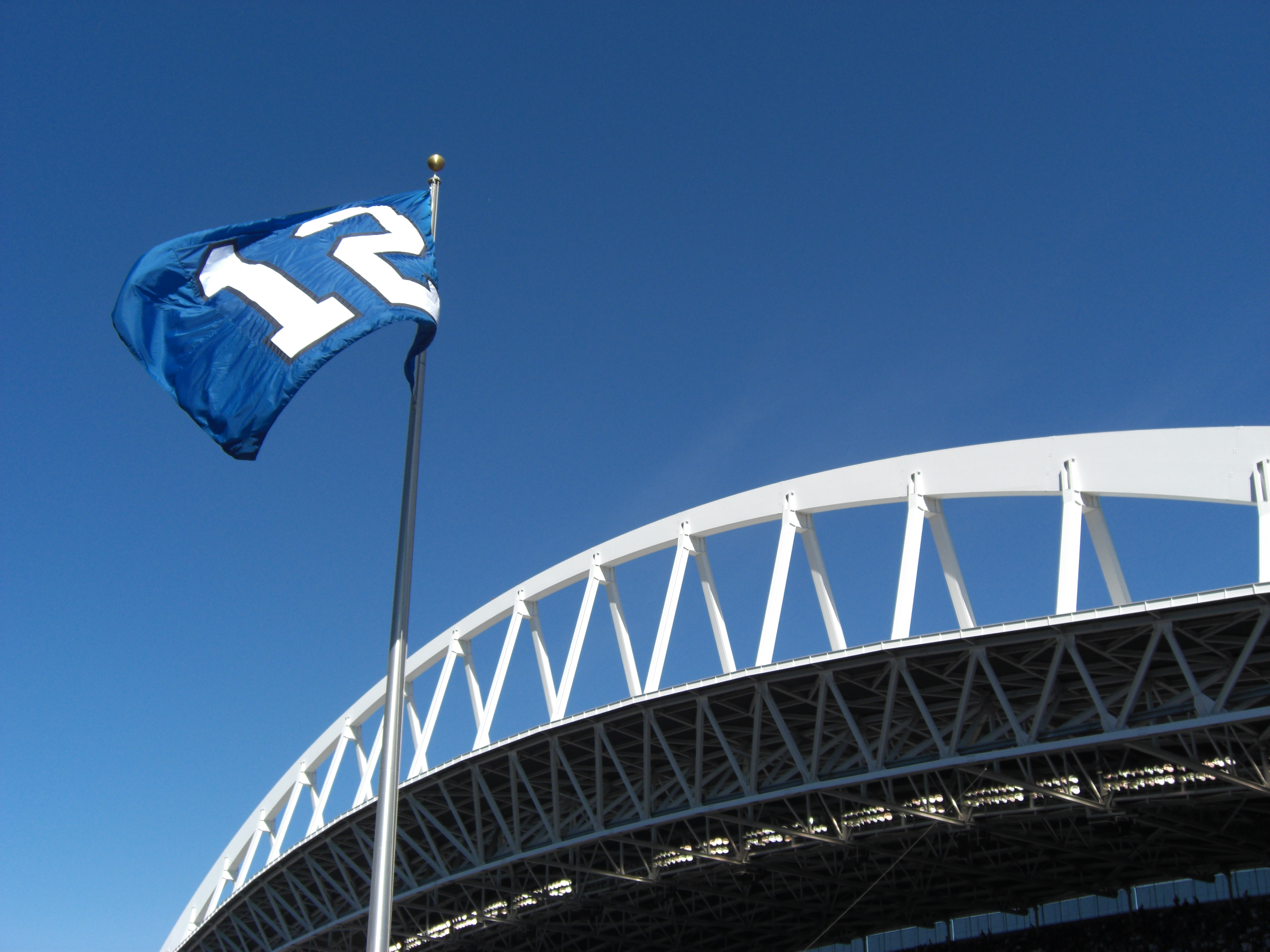
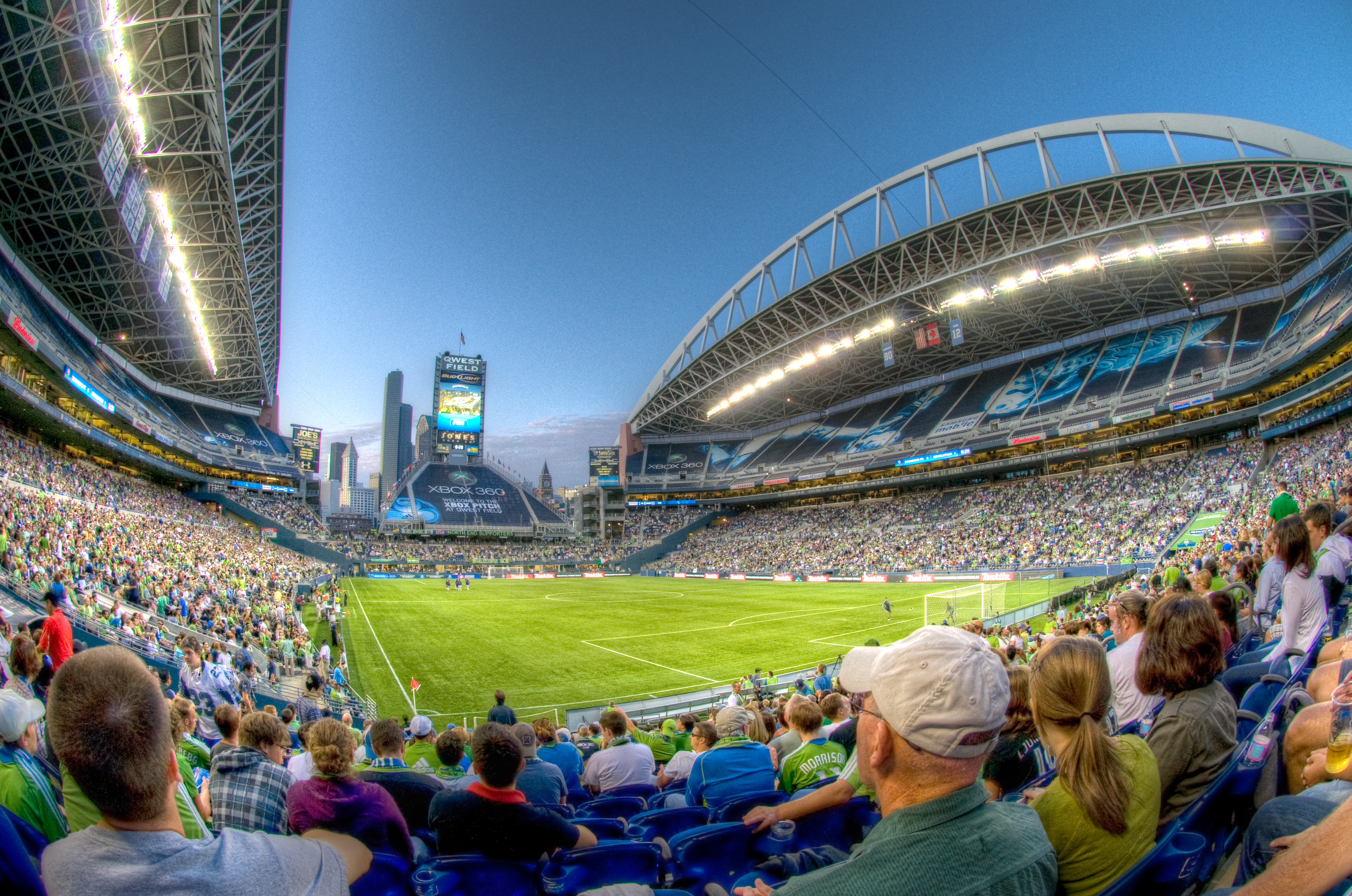